# الرويس (أبو ظبي)

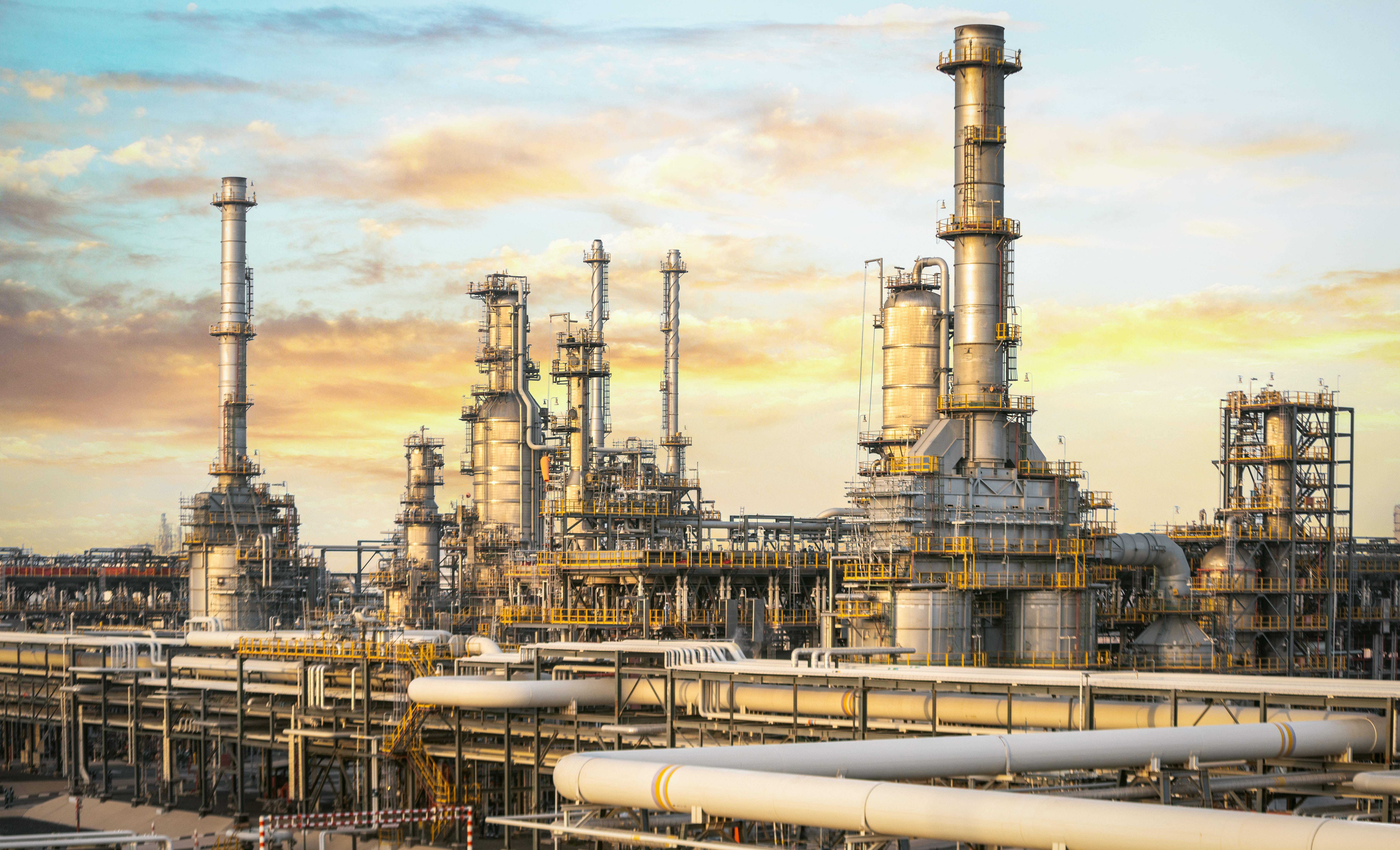
مصفاة تكرير النفط في الرويس

الرويس مدينة تتبع إمارة أبوظبي وتقع على بعد 240 كم إلى الغرب من مدينة أبوظبي و 140 كم للشرق من منفذ البطحاء المملكة العربية السعودية. الرويس مدينة صناعية هامة وفيها مصفاة لتكرير النفط تعرف باسم مصفاة الرويس تشغلها شركة أبوظبي لتكرير النفط.

## تاريخ المنطقة
كانت الرويس منطقة ساحلية يعتمد اقتصادها على صيد الأسماك وتحولت إلى منطقة صناعية وسكنية حيث بدأت المشاريع السكنية فيها في بداية السبعينيات بهدف توفير مساكن للعمال والموظفين في شركة ادنوك، حيث افتتح الشيخ زايد بن سلطان آل نهيان المدينة في عام 1982، وتطورت المدينة لتغدو مركزاً صناعياً وسكنياً ضخماً يحتضن ما يقارب 29,000 ألف نسمة ينتمون الى 40 جنسية مختلفة.

## شواطئ الرويس
تتميز الرويس بقربها من الشواطئ و أشهرها:
- نادي شاطئ أدنوك
- شاطئ شيبورك
- جزيرة الشويهات
- جزيرة صير بني ياس

## التعليم في الرويس
يوجد العديد من المدارس في الرويس ومنها:
- مدرسة النهروان للتعليم الأساسي للبنات من الصف الأول إلى الثالث المواطنين فقط ومن الرابع إلى الخامس مواطنين ووافدين
- مدرسة الرويس للتعليم الأساسي بنين من الأول إلى السادس
- مدرسة العباس للتعليم الثانوي والأساسي بنين من السابع إلى الثاني عشر
- مدرسة عمرة بنت عبد الرحمن بنات للتعليم الثانوي
- مدرسة الرحاب للتعليم الأساسي للبنات
- مدرسة الشويفات وكل مناهجها باللغة الإنجليزية

ويوجد هناك بعض المدراس الجنوب آسيوية والآسيوية .

## المناخ
يظهر الجدول التالي التغييرات المناخية على مدار السنة في الرويس:
| البيانات المناخية لـالرويس         | البيانات المناخية لـالرويس | البيانات المناخية لـالرويس | البيانات المناخية لـالرويس | البيانات المناخية لـالرويس | البيانات المناخية لـالرويس | البيانات المناخية لـالرويس | البيانات المناخية لـالرويس | البيانات المناخية لـالرويس | البيانات المناخية لـالرويس | البيانات المناخية لـالرويس | البيانات المناخية لـالرويس | البيانات المناخية لـالرويس | البيانات المناخية لـالرويس |
| الشهر                              | يناير                      | فبراير                     | مارس                       | أبريل                      | مايو                       | يونيو                      | يوليو                      | أغسطس                      | سبتمبر                     | أكتوبر                     | نوفمبر                     | ديسمبر                     | المعدل السنوي              |
| ---------------------------------- | -------------------------- | -------------------------- | -------------------------- | -------------------------- | -------------------------- | -------------------------- | -------------------------- | -------------------------- | -------------------------- | -------------------------- | -------------------------- | -------------------------- | -------------------------- |
| الدرجة القصوى °م (°ف)              | 33.7 (92.7)                | 34.4 (93.9)                | 39.8 (103.6)               | 44.5 (112.1)               | 46.2 (115.2)               | 47.3 (117.1)               | 48.0 (118.4)               | 46.1 (115.0)               | 44.6 (112.3)               | 41.6 (106.9)               | 36.7 (98.1)                | 32.3 (90.1)                | 48.0 (118.4)               |
| متوسط درجة الحرارة الكبرى °م (°ف)  | 23.7 (74.7)                | 24.8 (76.6)                | 28.4 (83.1)                | 32.9 (91.2)                | 37.5 (99.5)                | 38.8 (101.8)               | 40.4 (104.7)               | 40.4 (104.7)               | 39.0 (102.2)               | 35.0 (95.0)                | 30.1 (86.2)                | 25.7 (78.3)                | 33.1 (91.5)                |
| المتوسط اليومي °م (°ف)             | 18.7 (65.7)                | 19.6 (67.3)                | 22.8 (73.0)                | 26.8 (80.2)                | 31.0 (87.8)                | 32.8 (91.0)                | 34.7 (94.5)                | 34.9 (94.8)                | 32.9 (91.2)                | 29.1 (84.4)                | 24.5 (76.1)                | 20.7 (69.3)                | 27.4 (81.3)                |
| متوسط درجة الحرارة الصغرى °م (°ف)  | 13.8 (56.8)                | 14.5 (58.1)                | 17.3 (63.1)                | 20.8 (69.4)                | 24.6 (76.3)                | 26.8 (80.2)                | 29.0 (84.2)                | 29.4 (84.9)                | 26.8 (80.2)                | 23.2 (73.8)                | 19.0 (66.2)                | 15.8 (60.4)                | 21.8 (71.1)                |
| أدنى درجة حرارة °م (°ف)            | 7.9 (46.2)                 | 7.5 (45.5)                 | 10.2 (50.4)                | 13.3 (55.9)                | 16.0 (60.8)                | 21.7 (71.1)                | 22.7 (72.9)                | 25.6 (78.1)                | 20.4 (68.7)                | 15.4 (59.7)                | 12.3 (54.1)                | 7.5 (45.5)                 | 7.5 (45.5)                 |
| الهطول مم (إنش)                    | 7.0 (0.28)                 | 21.2 (0.83)                | 14.5 (0.57)                | 6.1 (0.24)                 | 1.3 (0.05)                 | 0 (0)                      | 0 (0)                      | 1.5 (0.06)                 | 0 (0)                      | 0 (0)                      | 0.3 (0.01)                 | 5.2 (0.20)                 | 57.1 (2.24)                |
| متوسط أيام هطول الأمطار (≥ 0.2 mm) | 1.2                        | 2.8                        | 2.8                        | 1.2                        | 0.1                        | 0                          | 0                          | 0.1                        | 0                          | 0                          | 0.2                        | 1.5                        | 9.9                        |
| متوسط الرطوبة النسبية (%)          | 68                         | 67                         | 63                         | 58                         | 55                         | 60                         | 61                         | 63                         | 64                         | 65                         | 65                         | 68                         | 63                         |
| ساعات سطوع الشمس الشهرية           | 246.1                      | 232.6                      | 251.1                      | 280.5                      | 342.2                      | 336.9                      | 314.2                      | 307.5                      | 302.4                      | 304.7                      | 286.6                      | 257.6                      | 3٬462٫4                    |
| المصدر: NOAA (1971–1991)           |                            |                            |                            |                            |                            |                            |                            |                            |                            |                            |                            |                            |                            |